# Adunați (okręg Prahova)
Adunați – wieś w Rumunii, w okręgu Prahova, w gminie Adunați. W 2011 roku liczyła 576 mieszkańców.